# شارلوته بورتر
شارلوته بورتر (بالإنجليزية: Charlotte Porter)‏ هي مترجمة وكاتِبة وصحفية وشاعرة أمريكية، ولدت في 6 يناير 1857 في تواندا في الولايات المتحدة، وتوفيت في 16 يناير 1942 في ميلروز في الولايات المتحدة.

## وصلات خارجية
- شارلوته بورتر على موقع الموسوعة البريطانية (الإنجليزية)
- شارلوته بورتر على موقع الموسوعة البريطانية (الإنجليزية)